# Liisa Suihkonen
Liisa Suihkonen, född 27 juli 1943 i Suonenjoki, är en finländsk före detta längdskidåkare som tävlade under 1970-talet. Suihkonens största framgång var ett silver i stafett vid OS i Innsbruck 1976.